# Oružane snage Republike Hrvatske
Oružane snage Republike Hrvatske (OSRH) su vojne snage organizirane za obranu Republike Hrvatske i njezinih saveznika vojnim sredstvima te za druge oblike i uporabe u skladu s domaćim i međunarodnim pravom. Hrvatska vojska štiti suverenitet i neovisnost Republike Hrvatske i brani njezinu teritorijalnu cjelovitost.
Sukladno zahtjevima koji se postavljaju Hrvatskoj vojsci u obrani naroda i ispunjavanju obveza koje proizlaze iz članstva u NATO-u, definirane su misije i zadaće Hrvatske vojske. Hrvatska vojska ima tri temeljne misije, a to su: obrana Republike Hrvatske i njezinih saveznika, doprinos međunarodnoj sigurnosti i potpora civilnim institucijama.
Predsjednik je vrhovni zapovjednik oružanih snaga i izvršava administrativne ovlasti u vrijeme rata davanjem zapovijedi načelniku stožera, dok provedbu administrativne i obrambene politike u mirnodopsko vrijeme provodi Vlada RH putem Ministarstva obrane. Ova jedinstvena institucija sastoji se od kopnenih, pomorskih i zračnih grana koje se nazivaju
- Hrvatska kopnena vojska – (HKoV)
- Hrvatska ratna mornarica – (HRM)
- Hrvatsko ratno zrakoplovstvo – (HRZ)

Oružane snage su 2023. godine imale 15 900 pripadnika u djelatnom sastavu, od čega 14 103 aktivnog vojnog osoblja i 1806 državnih službenika i namještenika.
Nakon što je po pristupanju Hrvatske u NATO savez (2009.) god. imala Hrvatska vojska samo djelatni (profesionalni) sastav, od 2014. god. se pristupilo formiranju također i pričuvne komponente OSRH-a, koju čini više postrojbi razine pukovnije u sastavu Hrvatske kopnene vojske; s brojnošću pričuvnih vojnika koja približno odgovara brojnom stanju djelatne komponente. 
Ukupna raspoloživa muška radna snaga u dobi od 16 do 49 godina iznosi 1 035 712, od čega je 771 323 zdravstveno sposobno za vojnu službu. Novačenje će se ponovno uvesti od siječnja 2025. 
Nakon što je u Dugoročnim planom razvoja OSRH za razdoblje 2015. – 2024. bio predviđen štedljiv razvoj oružanih snaga uz oslonac na resurse savezničkih zemalja u pogledu najskupljih oružanih sustava – tako se primjerice u NATO-vu sustavu protuzračne i proturaketne obrane predviđalo hrvatsko sudjelovanje korištenjem suvremenog radarskog sustava, ali bez ikakvih složenijih protuzračnih sustava zemlja-zrak izuzev sustava malog dometa za protuzračnu obranu obranu manevarskih postrojbi (MANPADS), a nije se predvidjela nikakva nabava modernih borbenih zrakoplova izuzev održavanja zastarjelih aviona MIG-21 i zamjene postojećih helikoptera sovjetskog podrijetla srodnim transportnim ruskim helikopterima tipa Mi-171-Sh uz opasku "ovisno o mogućnostima" - nakon usloženja sigurnosne situacije u Europi u svezi Rusijekoja je kulminirala Ruskom invazijom na Ukrajinu 2022. godine formirana je u Hrvatskoj politička volja za odlučno jačanje Oružanih snaga RH, te je i vojni proračun znatno uvećan. Od 2016. do 2024. god. vojni proračun je u nominalnom iznosu povećan za 142,5 posto, a za 2025. god. je planirano da vojni rashodi dostignu 2% bruto nacionalnog proizvoda. U kontekstu rasta vojnog proračuna i u kontekstu zajednički europskih napora, vodi se briga o adekvatnom uključivanju hrvatske obrambene industrije.

U srpnju 2025. god. Vlada Republike Hrvatske u Prijedlogu dugoročnog plana razvoja Oružanih snaga Republike Hrvatske 2025.-2036. iznosi plan aktivnosti sa svrhom jačanja obrambenih sposobnosti Republike Hrvatske, uz uključivanja u napore na razini NATO i jačanje vlastite obrambene industrije. Planira se opremanje OSRH protuzračnim sustavom srednjeg dometa uz integraciju u NATO sustav proturaketne obrane, te nabavu novog raketnog sustava za Hrvatsku radnu mornaricu za djelovanje s lansera na kopnu i brodovima. Planira osiguravanje funkcioniranja pričuvnog sastava uspostavom sustavne obuke pričuvnih vojnika, dočasnika i časnika; pri čemu se naglašava potreba uspostave i održavanje tzv. ugovorne pričuve, koja će obuhvaćati uglavnom ustrojbena mjesta specifičnih vojnostručnih specijalnosti (medicinsko, informatičko i drugo visokospecijalizirano stručno osoblje po potrebi) neophodnih za funkcioniranje Oružanih snaga i provedbu operacija, a koje nije moguće popuniti iz djelatnog sastava.

## Povijest

### Formiranje ranih 1990-ih
U kasno proljeće 1991. godine formirane su prve vojne jedinice Zbora Narodne garde, osnovane 20. travnja 1991. godine. odlukom predsjednika Republike i koja je iz pravnih i političkih razloga formalno bila dio Ministarstva unutarnjih poslova. Osim struktura i postrojbi koje su stvorene državnom politikom, postojale su i stranačke vojske ili njihove labave pripadnosti. Hrvatska stranka prava organizirala je svoje oružane odrede, Hrvatske obrambene snage (HOS), koji su bili privatno naoružani, relativno dobro obučeni i obučeni na taktičkoj razini, te raspoređeni na kritične položaje na bojištima. Stranka demokratskih promjena (Reformirani komunisti, SDP) naoružala je svoje aktiviste u Istri, Primorju i Dalmaciji, kao i vladajuća Hrvatska demokratska zajednica (HDZ) u drugim dijelovima Hrvatske. Na nekim mjestima je, međutim, sustav TO ponovno aktiviran (npr. u Zagrebu), što je dalo bolje rezultate.
Sustav zapovijedanja i kontrole u početku je bio bio suočen s nejasnoćama o nadležnostima. ZNG je, tako, bio pod dvojnom nadležnošću Ministarstva unutarnjih poslova i Ministarstva obrane. Veliki dio zapovjedništva na terenu prebačen je u lokalne krizne stožere sastavljene i vođene političkim dužnosnicima koji nisi nužno imali većeg vojnog znanja od onog koje su vojni obveznici stjecali tijekom odsluženja obveznog vojnog roka u JNA. Često je na terenu bilo nekoliko različitih jedinica, koje, čak i ako su nominalno bile u istoj organizaciji, često nisu imale zajedničko više zapovjedništvo.
Glavni zadaci ZNG-a (kasnije HV-a) bili su spriječiti prodor JNA i drugih snaga u najvažnijim smjerovima, braniti gradove i kritična područja te osvajati vojarne JNA u dubini vlastitog raspoređivanja. Te su se zadaće počele sveobuhvatnije i sustavnije ispunjavati tek nakon što su oružane snage organizirane u jedinstvenu Hrvatsku vojsku (HV) na temelju novog Zakona o obrani i kada je 21. rujna 1991. godine osnovan Glavni stožer s načelnikom generala Antona Tusa. Tada je započela sustavnija mobilizacija pričuvnih vojnika i organizacija jedinica, zapovjedništva i institucija, kao i planirana uporaba snaga.
Dana 1. listopada 1991. godine formirana su velika vojno-teritorijalna i borbena zapovjedništva (Operativne zone) sa sjedištima u Osijeku, Bjelovaru, Zagrebu, Karlovcu, Rijeci i Splitu. Podređene su im bile operativne skupine koje su zapovijedale određenim smjerovima i područjima. Osnovne, a ujedno i najviše taktičke postrojbe bile su pješačke brigade (profesionalne i pričuvne), a formirane su i brigade i bataljuni drugih grana. Do kraja godine formirane su i razvijene 63 brigade.

### Domovinski rat
Tijekom Domovinskog rata oružane snage postupno su narasle na oko 300.000 pripadnika. Većina postrojbi popunjena je iz pričuve, odnosno iz osoblja koje je osnovna vojna znanja steklo tijekom obveznog služenja vojnog roka u JNA. Zahvaljujući rastućem vojnom iskustvu, kvaliteta ovih postrojbi je rasla, a organizacija cijelog sustava s vremenom se poboljšavala.
Nastavljena je obuka novih generacija 18-godišnjaka koji su služili vojni rok u Hrvatskoj vojsci, pri čemu se vojne postrojbe za vrijeme vojne službe u pravilu nisu koristile za borbene zadaće (mladići bi uglavnom dobivali pozive u borbene postrojbe ubrzo nakon završetka obveznog vojnog roka).
Kako je rat odmicao, tajnim operacijama (Rezolucijom Vijeća sigurnosti UN-a 713 od 25. siječnja 1991. god. spriječena je legalna nabava vojne opreme u ratom zahvaćene zemlje nastale na tlu SFR Jugoslavije), kupljene su značajne količine vojnih viškova nastalih nakon raspada Varšavskog pakta. Osobito je nabava borbenih zrakoplova sovjetskog podrijetla bila značajna za formiranje Hrvatskog ratnog zrakoplovstva. Hrvatsko ratno zrakoplovstvo imalo je dvadesetak zrakoplova Mig 21, nekoliko borbenih helikoptera Mil Mi-24, kao i nekoliko transportnih helikoptera. Također, domaća industrija postala je sposobna za značajnu samostalnu proizvodnju oružja i vojne opreme.
Hrvatska ratna mornarica nastala je u velikoj mjeri zahvaljujući uspješnoj akciji zarobljavanja oko četvrtine brodova Jugoslavenske ratne mornarice u Šibeniku 1991. godine. Zarobljene su i protubrodske rakete RBS-15: ovaj sustav proizveden u Švedskoj još nije pušten u rad od strane jugoslavenske ratne mornarice, a Hrvatska ratna mornarica je to uspjela nakon što su hrvatski stručnjaci samostalno razvili sustav upravljanja paljbom "Fobos"; Naime, švedskom proizvođaču nije bilo dopušteno isporučiti taj ključni dio sustava naoružanja. Uvođenjem modernih projektila dometa preko 70 km u operativnu uporabu, Hrvatska ratna ratna mornarica uvelike je spriječila ozbiljne akcije neprijateljske mornarice.
Oružane snage Republike Hrvatske bile su u ratnoj strukturi do 12. ožujka 1996. godine, kada su odlukom Predsjednika Republike Hrvatske prešle u mirnodopsko vrijeme. 
Nakon završetka vojnih operacija Oluja, Maestral i Južni potez američka obavještajna služba CIA je u službenom izvještaju „Balkanska bojišta” (eng. Balkan Battlegrounds) dala svoju ocjenu Hrvatske vojske: 
„Hrvatska vojska se još jednom dokazala kao najbolja vojna organizacija na Balkanu. Snage HV-a su: odlično planiranje na razini stožera, djelovanje profesionalnih udarnih brigada te sposobnost davanja potpore elitnim pješačkim postrojbama jakom topničkom vatrom i zračnom podrškom. HV je razvio istinsko združeno djelovanje u kojem su odabrane pješačke postrojbe poduprte oklopom i topništvom mogle probiti jaku obranu te brzo iskoristiti svoj proboj do konačnog cilja. Te osobine su učinile da je HV gotovo nemoguće zaustaviti.”
Prilikom posjeta ministra obrane Damira Krstičevića Pentagonu 2017. američki ministar obrane James Mattis izjavio je povodom obilježavanja obljetnice Operacije Oluja:
„Oluja je operacija koja se ovdje u Americi proučava i pokazuje što dobro predvođena, što dobro opremljena i dobro istrenirana snaga, politički dobro predvođena, može napraviti i preokrenuti tijek povijesti. Iznimno poštujemo vas, našeg saveznika, jednu malu zemlju, koja se bori znatno iznad svoje kategorije”, rekao je Mattis Krstičeviću koji je tijekom Oluje bio zapovjednik 4. gardijske brigade.

### Reforme
Stabilizacijom situacije nakon završetka rata uslijedilo je nekoliko važnih valova reformi. Postajao je sve vidljiviji trend drugih tranzicijskih zemalja, ali i NATO članica, staviti naglasak u razvoju oružanih snaga na mobilnost, na višefunkcionalnost i fleksibilnost u uporabi oružanih snaga, a ne na masovnost sastava i tešku tehniku. Ekonomska prezahtjevnost i koncepcijska neprikladnost, tj. neprimjenjivost stare hladnoratovske koncepcije postala je očita. Drugačije sigurnosne prijetnje i nova međunarodna konstelacija tražile su dublje promjene u načinu koncipiranja oružanih snaga. Stoga je u prvom desetljeću 21. stoljeća odlučeno da se vojska profesionalizira, te da se postojeća pričuva najprije sa 165 000 smanji na 35 000 ljudi, a da se potom formiraju oružane snage veličine 16 000 djelatnih vojnih osoba, uz pričuvni sastav veličine 8000 pripadnika. Proces reforme obrambenog sustava započeo je 2002. godine. Cilj reforme i reorganizacije je uspostavljanje moderne strukture obrambenog sustava koja će moći odgovoriti izazovima novoga doba uzimajući u obzir članstvo Republike Hrvatske u NATO-u i sigurnosne aranžmane u okviru Europske unije. Glavne smjernice za reformu postavljene su strateškim dokumentima koje je Republike Hrvatska usvojila: Strategijom nacionalne sigurnosti RH, Strategijom obrane RH, Vojnom strategijom RH. Tijekom 2003. godine u Ministarstvu obrane i Glavnom stožeru počelo se raditi na Strategijskom pregledu obrane (SPO), koji je donesen 2005. godine. Usvajanjem Dugoročnog plana razvoja OS RH 2006. – 2015. (DPR) u Hrvatskom saboru 7. srpnja 2006. postavljeni su jasni sadržajni i vremenski okviri daljnje reforme, razvoja i modernizacije OS RH u narednih deset godina.
Bit promjena sastoji se u postupnom prijelazu s hrvatskih nacionalnih na skupne obrambene i sigurnosne mehanizme, a to podrazumijeva i:
- prijelaz na profesionalizaciju Oružanih snaga Republike Hrvatske, što podrazumijeva nadopunu vojnika dobrovoljno, a ne vojnim rokom (to podrazumijeva i značajne promjene u načinu nadopunjavanja pričuve, jer sustav dobrovoljne/ugovorne pričuve više neće moći nadopunjavati ročnici nakon završetka vojne službe);
- Prijelaz na sustav kolektivne obrane znači manji aktivni i pričuvni sastav, ali bolje obučen, opremljen, kompatibilan i interoperabilan sa saveznicima.
- mogućnost da se manje nacije koje su članice Saveza, poput Hrvatske, mogu djelomično "specijalizirati" kako bi svojim ograničenim kapacitetima mogle na specifičan način doprinijeti zajedničkim operacijama.
- još veći ukupni angažman postrojbi i pripadnika Oružanih snaga Republike Hrvatske u kolektivnim aktivnostima, međunarodnim misijama, preventivnim sigurnosnim aktivnostima itd.

Godine 2007. donesena je Odluka o nepozivanju novaka na služenje vojnog roka, što je predstavljalo korak prema profesionalizaciji Hrvatske vojske, što podrazumijeva ukidanje obveznog služenja vojnog roka i uvođenje dobrovoljne vojne službe. Prva generacija dobrovoljnih ročnika počela je služiti u studenom 2008.
Nakon što je Dugoročnim planom razvoja Oružanih snaga Republike Hrvatske za razdoblje 2015.-2024. bio predviđen štedljiv razvoj oružanih snaga, usložnjavanje sigurnosne situacije u Europi koje je kulminiralo ruskom invazijom na Ukrajinu 2022. godine, u Hrvatskoj je formiralo političku volju za odlučnim jačanjem Oružanih snaga Republike Hrvatske, posljedično je vojni proračun znatno povećan. U novim geopolitičkim okolnostima bilježe se značajna ulaganja u modernizaciju svih sastavnica Oružanih snaga, koja se u neposrednoj budućnosti planiraju još i uvećati u skladu s tendencijama i politikama koje su zajedničke članicama Europske unije.

## Proračun
Putanja hrvatskog vojnog proračuna i potrošnje bila je konstantno ispod 2% BDP-a, što je velika razlika u odnosu na 1990-e kada su izdaci za obranu predstavljali veliki udio u hrvatskim proračunskim rashodima zbog tada aktualnog Domovinskog rata. Primjerice, 1995. godine hrvatski proračun za obranu iznosio je 12,4 milijarde kuna ili oko 10 % BDP-a, što je u to vrijeme bila i najveća stopa izdataka za obranu. Krajem 2019. hrvatska Vlada izdala je revidiranu strategiju izdataka za obranu prema kojoj će zemlja povećati svoje izdatke za obranu kako bi postupno ispunila cilj od 2 % NATO-a, a proračuni za obranu za 2019. i 2020. doživjeli su trenutne revizije i povećanja kako bi se ispunio novi plan potrošnje. Stoga bi rashodi za obranu u 2025., na temelju trenutačnih projekcija, mogli dosegnuti 1,75 milijardi eura ili oko 2 % BDP-a, što bi bilo u skladu s preporukom NATO-a. Međutim, ako se u hrvatske izdatke za obranu uključe obrambene mirovine, onda Hrvatska već ispunjava cilj od 2 % koji preporučuje NATO. Oko 1140 milijuna eura isplaćeno je u mirovinama za obranu za oko 97 000 pojedinaca u Hrvatskoj.
Izdaci za obranu posljednjih godina; 
| Godina | Iznos (u USD) | % BDP-a | Promjena u % |
| 2014.  | 1,064 mlrd.   | 1,78    |              |
| 2015.  | 883 mil.      | 1,73    | ▼ 1,03       |
| 2016.  | 837 mil.      | 1,58    | ▼ 5,96       |
| 2017.  | 926 mil.      | 1,64    | 6,15         |
| 2018.  | 966 mil.      | 1,56    | ▼ 2,81       |
| 2019.  | 1,001 mlrd.   | 1,61    | 7,19         |
| 2020.  | 983 mil.      | 1,69    | ▼ 3,02       |
| 2021.  | 1,361 mlrd.   | 1,95    | 30,82        |
| 2022.  | 1,285 mlrd.   | 1,78    | ▼ 2,40       |
| 2023.  | 1,441 mlrd.   | 1,74    | 0,73         |
| 2024.  | 1,624 mlrd.   | 1,81    | 7,11         |

## Ustroj
Oružane snage podijeljene su na grane, službe, profesije i njihove specijalnosti. Grane Oružanih snaga su Hrvatska vojska, Hrvatska ratna mornarica i Hrvatsko ratno zrakoplovstvo.
Grane Oružanih snaga su dijelovi Oružanih snaga u okviru kojih se vrši priprema i opremanje pojedinaca, postrojbi i namjenskih snaga za izvršavanje zadaća u određenim geografskim područjima (kopno, more, zrak) čija je primarna zadaća održavanje potrebne razine borbene spremnosti operativnih jedinica.
Oružane snage imaju mirnodopski i ratni sastav. Mirnodopski sastav Oružanih snaga sastoji se od aktivnog vojnog osoblja, državnih službenika i zaposlenika raspoređenih u Oružane snage, rezervista pozvanih na obuku, ugovornih rezervista, kadeta i osoba koje su prošle dobrovoljnu vojnu obuku. Iznimno, mirnodopski sastav oružanih snaga sastoji se i od ročnika kada je na snazi obvezna vojna služba. Ratni sastav Oružanih snaga, osim vojnog osoblja, državnih službenika, zaposlenika i ročnika (kada je na snazi obvezna vojna služba), sastoji se i od ročnika mobiliziranih u Oružane snage.
Dosadašnja struktura Hrvatske vojske na snazi je od 1. prosinca 2014. godine i čini je Glavni stožer Oružanih snaga Republike Hrvatske, Hrvatska kopnena vojska (HKoV), Hrvatska ratna mornarica (HRM) i Hrvatsko ratno zrakoplovstvo (HRZ), Hrvatsko vojno učilište (HVU), Zapovjedništvo za potporu (ZZP), Zapovjedništvo specijalnih snaga (ZSS), Vojnostegovni sud (VSS), vojna predstavništva (VP), pristožerne postrojbe (PP). 
- Glavni stožer Oružanih snaga Republike Hrvatske je zajedničko tijelo organizirano u okviru Ministarstva obrane koje je odgovorno za zapovijedanje, pripremu i uporabu Oružanih snaga. Glavni stožer zapovijeda cijelim Oružanim snagama sukladno diktatu vrhovnog zapovjednika (predsjednika Republike Hrvatske) i ministra obrane te obavlja i druge stručne poslove za vrhovnog zapovjednika i ministra obrane. Također ima niz jedinica pod svojim izravnim zapovjedništvom, uključujući ZSS, bataljun počasne garde i nekoliko drugih.
- Zapovjedništva grana Oružanih snaga odgovorna su za funkcioniranje grana Oružanih snaga i nadležna za pripremu podređenih zapovjedništava i postrojbi za izvršavanje zadaća. Zapovjedništva grana sudjeluju u profesionalnom razvoju osoblja i odgovorna su za obuku djelatnog i pričuvnog osoblja.
- Hrvatsko vojno učilište "Dr. Franjo Tuđman" (HVU) visokoškolska je vojna ustanova Oružanih snaga Republike Hrvatske. Odgovoran je za osposobljavanje pojedinaca za potrebe cijele Hrvatske vojske. Nalazi se u vojarni "Petar Zrinski" u zagrebačkoj četvrti Črnomerec.
- Zapovjedništvo za potporu (ZzP) najvažniji je dio logističkog sustava Oružanih snaga Republike Hrvatske i odgovorno je za provedbu logističke, medicinske i dio kadrovske potpore Oružanim snagama Republike Hrvatske. Odgovoran je za nabavu i pripremu svih državnih sredstava dodijeljenih Oružanim snagama te za cjelokupni plan njihove uporabe i njegovu primjenjivost na operacije na bojnom polju.
- Zapovjedništvo specijalnih snaga Republike Hrvatske (ZSS) jedno je od tri samostalna zapovjedništva Oružanih snaga Republike Hrvatske, izravno podređeno Glavnom stožeru Oružanih snaga Republike Hrvatske. Misija ZSS-a je osigurati borbenu spremnost snaga za specijalne operacije za operacije u obrani teritorijalne cjelovitosti, suvereniteta i neovisnosti Republike Hrvatske te sudjelovati u operacijama pod vodstvom NATO-a i koalicije.
- Vojna predstavništva (VP) predstavljaju Oružane snage i obavljaju svoje dužnosti, profesionalne zadaće vezane uz sudjelovanje u radu i praćenje rada odjela, radnih skupina, stalnih i privremenih tijela u Sjevernoatlantskom savezu, Europskoj uniji te u Savezničkom zapovjedništvu za operacije i Savezničkom zapovjedništvu za transformaciju.
- Pristožerne postrojbe (PP) osnivaju se u svrhu razvoja sposobnosti za provedbu različitih zadaća i aktivnosti potpore, koje druge sastavnice Oružanih snaga, zbog svoje specifičnosti ili opsega, ne mogu osigurati u okviru organskog sastava. Te jedinice su: Obavještajna pukovnija (OP),[32] Pukovnija vojne policije (PVP), Počasno-zaštitna bojna (PZB), Središnjica za komunikacijsko-informacijske sustave (SKIS), Središnjica za upravljanje osobljem (SUO), Dom Glavnog stožera Oružanih snaga (DGSOS).

## Oprema i modernizacija
Veće nabave modernog naoružanja počela su dosta nakon Domovinskog rata: oko 20 godina su korišteni naoružanje i oprema pribavljeni početkom 1990.-ih godina, uglavnom starijih godišta i već dosta rabljeno u ratnim okolnostima. Za HKoV-u je 2007. ugovorena nabava oklopnih vozila za transport pješaštva Patria AMV. Do 2019. godine je HKoV raspolagala sa 126 takvih oklopnih vozila, te je pokrenut program dodatnog opremanja dijela tih oklopnih sredstava protuoklopnim raketama "Spike" izraelskog proizvodžača "Rafael", u sklopu vatrene stanice izraelskog "Elbita" opremljene također i 30-mm topom. 2020. godine započet je projekt opremanja dijela "Patria" američkim 40×53 mm bacačem granata MK 19; te su u vojne postrojbe uvedena prva oklopna vozila opremljena tim vatrenim sustavima. Od "Patria" u sastavu postrojbi HKoV, 2021. njih 8 je bilo opremljeno daljinski upravljanim oružnim stanicama UT30MK2CRO s topom 30 mm i protuoklopnim vođenim raketnim sustavom SPIKE. Od ostalih 118 vozila 114 ih je opremljeno daljinski upravljanom oružnom stanicom 12,7 mm, dva vozila su sanitetske, a dva logističke izvedbe. "Patrije" ostaju važan dio obnove OSRH i za skoru budućnost, te je 2023. god. odobrena nabava novih 30 takvih vozila, uz daljnje opremanje protuoklopnim sustavima SPIKE. Dodatna količina protuoklopnih raketa u poboljšanoj verziji SPIKE LR2 očekuje se u 2026. godini.
Tijekom 2008. godine Hrvatska je u sklopu offset programa vezanog uz kupnju oklopnih vozila "Patrija" od Finske ratne mornarice kupila dvije rabljene raketne topovnjače RTOP-41 Vukovar i RTOP-42 Dubrovnik.
Nakon ulaska Hrvatske u NATO pakt 2010. godine, Hrvatska je dobila znatne donacije u vojnoj opremi i naoružanju; do 2016. godine - prema procjenama stvarne vrijednosti - vrijednosti od cca 500 milijuna američkih dolara. Ujedno je oko 1.000 pripadnika OSRH provelo kraća ili duža vojna osposobljavanja u Sjedinjenim Američkim Državama. U tih prvih nekoliko godina Oružane snage RH su primile u okviru američke vojne pomoći 214 oklopnih vozila MRAP raznih vrsta, 20 novih vozila HMMWV, 16 helikoptera OH-58D Kiowa Warrior, a u 2016. su Hrvatskoj ratnoj mornarici isporučena dva podvodna autonomna vozila Remus 100.
Pored borbenih vozila "Patria", u flotu oklopnih borbenih vozila u HKoV ulazi 162 oklopnih vozila Oshkosh MRAP-ATV (borbeno terensko vozilo mase 12,5 tona s posadom od 5 ljudi), 30 oklopnih vozila Oshkosh MRAP-ATV MaxxPro (nešto unaprijeđena verzija MRAP-ATV) i 20 oklopnih ambulantnih vozila RG33 HAGA (vozila koje proizvodi južnoafrička podružnica britanske tvrtke BAE Systems) koje su u sastav HKoV temeljem donacije SAD počele pristizati 2014. godine.
Od 2013. godine je pokrenut program tzv. revizije tenkova M-84 u tvornici "Đuro Đaković" u Slavonskom Brodu. Uz trošak od 2,5 milijuna HRK po tenku, do kraja 2017. godine obnovljeno je 30 tih tenkova. Revizija tenkova, koja obuhvaća potpuno rastavljanje svih sklopova tenka i zamjenu istrošenih dijelova, ali ne i bitnu modernizaciju, u narednim godinama nastavljena je, te je primjerice u 2019. godini provedena revizija 8 tenkova, a u 2020. je obnovljeno njih 6. 2024. godine je dogovorena zamjena tenkova M-84, koji su isporučeni Ukrajini, novim tenkovima Leopard 2A8; za početak je dogovorena narudžba do 50 tih novih tenkova.
2020. godine je otpočela nabava 76 rabljenih američkih borbenih vozila "Bradley" M2A2 opremljenih lakim topovima i protuoklopnim raketama. Planira se nakon uvođenja "Bradleya" u korištenje nastaviti s njihovim opremanjem najmodernijom američkom opremom, uz ukupnu cijenu nabave od oko 750 milijuna dolara. Početkom 2022. godine je dogovorena je nabava 89 borbenih vozila pješaštva Bradley M2A2 ODS, uz obvezu RH da iznosom od 145.236.971 američkih dolara (SAD je donirao 51,2 od ukupne cijene 196,4 milijuna dolara) do 2027.financira obnovu 62 vozila u potpuno operativno stanje, osposobi daljnjih 5 vozila za obuku, te formira zaliha pričuvnih dijelova (značajnim dijelom, iz isporučenih vozila koje neće biti korištena u postrojbama) i strjeljiva. Planira se isporuka vozila za uporabu u Hrvatskoj vojsci kroz trogodišnje razdoblje 2024.-2026. god. Prva 22 vozila su na planiranu obnovu u Slavonskobrodskom "Đuri Đakoviću" stigla u prosincu 2023. god.
2024. god. objavljeni su planovi da tenkovi M-84 budu zamijenjeni tenkovima Leopard 2A8.
2017. godine počela je isporuka samohodnih haubica PzH2000 proizvedenih u njemačkom "Rheinmetalu"; ugovorena je nabava 16 takvih sustava s dometom od 40 km, a uz specijalno streljivo i preko 60 km. U 2021. godini dovršena je integracija u HKoV ukupno 12 operativnih samohodnih haubica 155 mm PzH2000. Koristi se također jedna haubica za obuku vozača, 2 taktička operativna centra, tri središta za upravljanje paljbom i devet vozila s opremom za prednje topničke motritelje istog sustava. 2024. god. je za topništvo OSRH ugovorena nabava 8 dalekometnih višecjevnih bacača raketa tipa "Himars" iz Sjedinjenih Američkih Država.
Hrvatsko ratno zrakoplovstvo duže vremensko razdoblje planira nabavu novih borbenih zrakoplova, koji bi zamijenili zastarjele avione Mig 21. U svibnju 2021. godine objavljena je odluka Vlade Republike Hrvatske kojom za novi višenamjenski borbeni avion Hrvatskog Ratnog Zrakoplovstva odabire francuska ponuda i borbeni avion Dassault Rafale F3-R; 10 jednosjeda i 2 dvosjeda bit će isporučeno HRZ-u tijekom 2024. i 2025. godine, uz cijenu od 999 milijuna eura.  Tijekom 2023. godine piloti hrvatskog ratnog zrakoplovstva te tehničko osoblje, oko 90 osoba, su krenuli na obuku u Francusku kako bi se osigurala sigurna integracija nove tehnologije u Oružane snage RH. U svibnju 2023. godine je objavljeno da su prvi hrvatski piloti obavili samostalne letove na novim zrakoplovima u Francuskoj; početkom kolovoza iste godine objavljena je vijest da su zrakoplovi koji dolaze u RH dobili insignije (obilježja) Hrvatskog ratnog zrakoplovstva, a prvih 6 zrakoplova doletjelo je u Hrvatsku krajem travnja 2024.
Ratno zrakoplovstvo je u svoj sastav 2017. god. prihvatilo lake borbene helikoptere "Kiowa Warrior"; 16 takvih helikoptera uključen je u Eskadrilu helikoptera (EH) 93. zrakoplovne baze HRZ i PZO stacionirane u Zemuniku kod Zadra. Ti su zrakoplovi od 2020. godine opremljeni protuoklopnim raketama "Hellfire".
Zrakoplovstvo se oslanja na radarski sustav za kontrolu zračnog prostora AN/FPS-117 isporučen 2000. godine, s 5 radarskih postaja dometa oko 450 kilometara koji omogućuju sudjelovanje u NATO-ovom integriranom sustavu protuzračne i proturaketne obrane NATINAMDS, čiju se modernizaciju planirana dovršiti 2026. godine.
2022. godine je bila ugovorena isporuka 4 transportna helikoptera "Black Hawk"; do 2026. se planira u HRZ uključiti još 8 takvih helikoptera, čime bi se američkih letjelicama u cijelosti zamijenilo 14 helikoptera Mi-171S ruskog podrijetla kojima se HRZ trenutačno koristi.
Krajem 2024. god. je dogovorena kupnja oko 20 bespilotnih letjelica Bayraktar TB2 iz Turske, koji će biti prilagođeni da (između ostaloga) mogu izbacivati manje bespilotne letjelice proizvedene u Hrvatskoj. Isporuka "Bayraktara" se očekuje do rujna 2025. godine.
Hrvatska ratna mornarica se do danas (2025. godine) uvelike oslanja na brodovlje proizvedeno 1980-ih i 1990-ih godina, koje je zaplijenjeno tijekom Domovinskog rata od Jugoslavenske ratne mornarice (velikim dijelom, brodovi koji su se početkom rata nalazili na održavanju i remontima u hrvatskim brodogradilištima) i potom uspješno korišteni u ratnim djelovanjima; riječ je redom o manjim brodovima, među kojima je najveći je škoski brod BŠ-72 Andrija Mohorovičić, istisnine 1.260 tona i s posadom od 37 ljudi. Najveću vatrenu moć ima nekoliko raketnih topovnjača istisnine manje od 400 tona - RTOP-11 Kralj Petar Krešimir IV. iz 1992. godine, RTOP-21 Šibenik iz 1977., RTOP-41 Vukovar iz 1985. god. (izvorno, plovilo Finske ratne mornarice, preuzeto u HRM 2000. godine), RTOP-42 Dubrovnik iz 1986. (također preuzet iz Finske 2000.) i RTOP-12 Kralj Dmitar Zvonimir iz 2001. godine. 2018. godine je u sastav HRM primljen manji ophodni brod "OB-31 Omiš", a 2025. je iz iste klase brodova preuzet "OB-31 Umag", čija je gradnja koštala 13,2 milijuna eura; predviđa se nabavka još nekoliko brodova istog tipa za potrebe Obalne straže, a planira se i nabavka prve korvete.

### Hrvatska vojna industrija
Republika Hrvatska, u okviru svojih mogućnosti i potreba, vodi računa o razvitku vojne proizvodnje. Izuzev sustava nabave u okviru Ministarstva obrane Republike Hrvatske koja u okviru zakona vodi računa o uključivanju hrvatskih proizvođača, postoji od vremena Domovinskog rata Agencija Alan d.o.o., kao trgovačko društvo osnovano od strane Republike Hrvatske sa zadaćom izvoza i uvoza naoružanja i specijalne vojne opreme.
Među proizvođačima vojne opreme i naoružanja nalaze se "Šestan-Busch" iz Preloga, koja je od 1995. god. isporučio preko 2,5 milijuna zaštitnih kaciga u 70 zemalja svijeta, a proizvodi i drugu opremu za osobnu zaštitu vojnika, te proizvođač osobnog naoružanja HS Produkt iz Karlovca, koji proizvodi automatske puške i automate, a - velikim dijelom radi izvoza u SAD - proizvodi između 400 i 600 tisuća pištolja godišnje. Razvija se u najnovije vrijeme proizvodnja lakih dronova, tako je "Orqa" iz Osijeka razvila "FPV MRM-2 Interceptor" koji je iskušan u ratu u Ukrajini; kapaciteti za proizvodnju u Hrvatskoj se 2025. godine sagledavaju s čak oko pola milijuna malih borbenih dronova, ali razvoj te industrije uvelike ovisi o spremnosti na suradnju obrambenih partnera u Europi. ZagrebačkiDOK-ING smatra se najvećim svjetskim proizvođačem besposadnih strojeva za razminiranje. Hrvatska tvrtka "Audio-Video Trend"  razvija termovizijske kamere za civilne i obrambene svrhe, te RH Alan jedan od njenih proizvoda oglašava (lipanj 2025.) kao svjetsku najlakšu termalnu kameru srednjeg dometa.

## Zapovijedanje i rukovođenje
Vrhovni zapovjednik OSRH je predsjednik Republike Hrvatske. Zapovijedanje Oružanim snagama u miru, vrhovni zapovjednik ostvaruje preko ministra obrane, koji odgovara vrhovnom zapovjedniku za provedbu zapovijedi i izvješćuje ga o provedbi. U stanju neposredne ugroženosti i ratnom stanju vrhovni zapovjednik izravno izdaje zapovijedi načelniku Glavnog stožera te istodobno obavješćuje ministra obrane o izdanim zapovijedima. Načelnik Glavnog stožera u tom slučaju za provedbu zapovijedi odgovara vrhovnom zapovjedniku. Ako ministar obrane ne provodi zapovijedi vrhovnog zapovjednika, vrhovni zapovjednik može ostvarivati zapovijedanje Oružanim snagama neposredno preko načelnika Glavnog stožera.
Zapovijedanje i rukovođenje u Oružanim snagama provode časnici i dočasnici imenovani i raspoređeni na zapovjedne dužnosti u Oružanim snagama. Zapovijedanje se zasniva se na načelima jednočelništva i subordinacije. Za svoj rad, zapovijedanje i rukovođenje pripadnici Oružanih snaga odgovaraju nadređenima.
U svrhu uspostave jedinstvenog sustava zapovijedanja i nadzora nad svim dijelovima postrojbi u zemlji i inozemstvu, ustrojena je nova organizacijska cjelina pri GS OS RH: Zapovjedno operativno središte (ZOS). U Zapovjednom operativnom središtu stvara se jedinstvena operativna slika te se omogućava vođenje svih aktivnosti i operacija postrojba OS RH u razdoblju do 96 sati, uključujući i angažiranje snaga u izvršavanju zadaća nadzora zračnog i morskog prostora RH.
Hrvatski sabor ostvaruje demokratski nadzor nad Oružanim snagama.

## Služba u OSRH
Službom u OSRH smatra se obavljanje vojnih i drugih stručnih poslova u postrojbama, zapovjedništvima i ustanovama Oružanih snaga. Pripadnici OSRH su vojne osobe te državni službenici i namještenici.
Vojne osobe su:
- djelatna vojna osoba – osoba primljena u službu na temelju ugovora ili rješenja o prijmu
- ročnik – osoba na odsluženju dvomjesečnog dragovoljnog vojnoga roka;
- pričuvnik – osoba iz pričuvnog sastava na izvršavanju vojne obveze;
- kadet – osoba na školovanju na vojnoj školi na temelju ugovora o školovanju.

Dočasnici i časnici su osobe koje uz odgovarajuću civilnu izobrazbu imaju potreban stupanj vojnih znanja i vještina i ovlašteni su za zapovijedanje postrojbama, zapovjedništvima i ustanovama Oružanih snaga.
Vojne osobe pri stupanju u Oružane snage daju svečanu prisegu.
Prema odnosima u službi vojne osobe mogu biti: nadređene i podređene, a prema činovima i dužnostima: starije i mlađe. Nadređena je ona osoba koja vodi i zapovijeda zapovjedništvom, postrojbom ili ustanovom Oružanih snaga, odnosno pojedinim njihovim dijelovima i osobama u njima. Starija je ona osoba koja ima viši čin, a ako su osobe istog čina, starija je ona osoba za čije je ustrojbeno mjesto utvrđen viši ustrojbeni čin, odnosno ako imaju jednak ustrojbeni čin, starija je ona osoba koja je prije promaknuta u osobni čin.
Pripadnicima OSRH-a u vojnim objektima i postrojbama Oružanih snaga zabranjena je svaka politička djelatnost kao i sudjelovanje na političkim skupovima i demonstracijama te javno istupanje u svezi sa stanjem i odnosima u Oružanim snagama bez ovlasti ministra obrane ili osobe koju on ovlasti. Djelatnim vojnim osobama, nije dopušteno članstvo u političkim strankama niti kandidiranje u predstavnička tijela. Također, nije dopušteno sindikalno organiziranje.
Pripadnici OSRH-a odgovaraju za kaznena djela po odredbama Kaznenog zakona i drugih zakona. Kaznena odgovornost ne isključuje stegovnu odgovornost ako djelo koje je predmet kaznenog postupka predstavlja i kršenje vojne stege. Stegovni postupak vodi se bez obzira na tijek kaznenog postupka.
Vojna je stega točno, potpuno i pravodobno obavljanje poslova i zadaća u Oružanim snagama. O stegovnim prijestupima pripadnika Oružanih snaga, osim o stegovnim prijestupima ročnika, kadeta i pričuvnih vojnika odlučuju vojno stegovni sudovi (prvostupanjski i Viši vojno stegovni sud). Također, postoje i vojno stegovna tužiteljstva.

### Dragovoljno vojno osposobljavanje
Program dragovoljnog vojnog osposobljavanja provodi se od 2008. godine u Oružanim snagama Republike Hrvatske u skladu s Pravilnikom o dragovoljnom vojnom osposobljavanju. Dragovoljnim vojnim osposobljavanjem ročnici stječu vojna znanja i vještine za obnašanje vojničkih dužnosti u Oružanim snagama RH, te potrebna znanja i vještine za služenje u pričuvnom sastavu OS RH. Ono je ujedno i jedan od uvjeta za prijem u djelatnu vojnu službu, odnosno stječe se mogućnost sudjelovanja u razvrstanoj pričuvi.
Na dragovoljno vojno osposobljavanje kandidati se mogu prijaviti tijekom cijele godine podnošenjem zahtjeva u Područnom odsjeku za poslove obrane prema mjestu prebivališta ili putem online prijave. Nakon prijave, kandidati koji zadovolje navedene uvjete, bit će pozvani na zdravstvene preglede i psihološka ispitivanja u Zavodu za zrakoplovnu medicinu KB Dubrava u Zagrebu i u Zavodu za pomorsku medicinu u Splitu.
Program dragovoljnog vojnog osposobljavanja traje osam tjedana i provodi se u Požegi te na vojnom vježbalištu “Glavica” i strelištu “Novo Selo”. Po dolasku u vojarnu u Požegi, ročnici zadužuju vojnu opremu i potpisuju ugovore o dragovoljnom vojnom osposobljavanju. Nakon toga ročnicima predstoje dva tjedna uvođenja u vojno okružje, a zatim polažu svečanu prisegu. Potom slijedi obuka tijekom koje će svladati temeljne vojničke sposobnosti i vještine. Nakon završene obuke ročnici dobivaju vojno-stručnu specijalnost strijelca roda pješaštva, čime stječu jedan od propisanih uvjeta za profesionalnu vojnu karijeru te mogućnost sudjelovanja u razvrstanoj pričuvi.
U kasnijim godinama je ustrojen sustav Dragovoljnog vojnog osposobljavanja u trajanju od 8 tjedana, u koje se mogu uključiti vojni obveznici mlađi od 30 godina; nakon uspješnog završetka tog progama – tijekom kojega  dragovoljni ročnici dobivaju plaću u visini od 900 eura neto – mogu vojni obveznici aplicirati za prijam u djelatnu vojnu službu. 2024. god. su sačinjeni planovi radi uvođenja obveznog služenja vojnog roka s istim trajanjem kao postojeće dragovoljno vojno osposobljavanje, u koji se planira uključiti samo dio novih generacija vojnih obveznika – njih 4000 godišnje. MORH dodjeljuje stipendije učenicima srednjih škola zainteresiranima za vojna i vojnotehnička zanimanja; tako je za 2024. god. osigurano 500 stipendija, gdje se učenicima 1. i 2. razreda dodjeljuje 100 eura mjesečno, učenicima 3. razreda srednje škole 120 eura, a učenicima 4. razreda po 150 eura mjesečno. Dodjeljuju se i stipendije studentima visokoškolskih ustanova, one u 2024. god. iznose 300,00 eura za 1. godinu studija, za 2. godinu 400,00 eura, za 3. godinu 500,00 eura, za 4. godinu 600,00 eura i za 5. godinu studija 700,00 eura . Pri Sveučilištu u Zagrebu su za potrebe Oružanih snaga Republike Hrvatske ustrojena 2 sveučilišna prijediplomska studija – vojnog inženjerstva (VI) i vojnog vođenja i upravljanja (VViU) – oba u trajanju od 8 semestara; te 2 sveučilišna diplomska studija u trajanju od 2 semestra – Diplomski studijski program vojnog inženjerstva (VI) i Diplomski studijski program vojnog vođenja i upravljanja (VViU). Nakon što su ti studiji u Zagrebu pokrenuti 2018. godine, od 2018. djeluje i integrirani preddiplomski i diplomski sveučilišni studij Vojno pomorstvo kojeg je nositelj Sveučilište u Splitu.

### Povratak obveznog vojnog roka, 2025.
Od 2025. planira započeti s dvomjesečnim vojnim osposobljavanjem za mlade vojne obveznike; za početak se planira obuhvatiti minimalnih 5 tisuća vojnih obveznika svake godine. Obuka će se provoditi u vojarnama u Kninu, Slunju i Požegi, a obuhvaćati će uporabu osobnog naoružanja, taktiku kretanja i reakcije na bojištu, komuniciranje, zaštitu, vojnu službu i tjelesnu spremu. Takvim se obukama planira osigurati dostatnu bazu za održavanje pričuvnog sastava od 18 tisuća pričuvnika.

## Međunarodna obrambena suradnja
Republika Hrvatska započela je svoje prvo sudjelovanje u mirovnoj misiji UN-a 1999. godine slanjem 10 pripadnika Hrvatske vojske u mirovnu misiju u Sijera Leone – UNAMSIL kao mirovne promatrače. Osim u mirovnim misijama UN-a, u veljači 2003. sudjelovanjem voda Vojne policije u NATO-voj misiji ISAF u Afganistanu, Hrvatska je započela svoj angažman i u NATO-vim misijama. Od listopada 2008. po prvi put je u mirovnu misiju EU-a (EUFOR) u Čadu i Srednjoafričkoj Republici na 6 mjeseci upućen izvidnički tim (15 pripadnika).
Hrvatski vojnici sudjeluju u operaciji KFOR na Kosovu od srpnja 2009. godine kada je poslan prvi HRVCON s 20 pripadnika i dva transportna helikoptera Mi-171Sh. Kontingenti su se sastojali od pješačke satnije, zračne komponente (smještene u bazi Bondsteel), komponenti nacionalne potpore (zapovjedna skupina, tim za obavještajnu potporu, nacionalni element potpore i mobilni medicinski tim), izviđačkog tima. Osim toga, Hrvatska vojska također sudjeluje sa zapovjednikom stožera KFOR-a i savjetnicima u NALT timu, koji se nalaze u kampu "Film City", sjedištu KFOR-a u Prištini.
Hrvatska sudjeluje u operaciji Ojačane prednje prisutnosti NATO-a u Poljskoj i Litvi. Prvi je hrvatski kontingent u Poljsku otišao u listopadu 2017. godine, drugi u ožujku 2018., a iste godine u listopadu na sjeveroistok Poljske na vojni poligon „Bemowo Piskie“ razmješten je 3. hrvatski kontingent (HRVCON-a eFPBG – USA) koji je preuzeo zadaće svojih prethodnika. U Poljskoj se trenutno nalazi 4. HRVCON. Hrvatski vojnici, s pripadnicima oružanih snaga Rumunjske i Ujedinjenog Kraljevstva, dio su Borbene grupe pod vodstvom Sjedinjenih Američkih Država, koja je pridodana 15. mehaniziranoj brigadi Republike Poljske. Okosnicu kontingenta čine pripadnici Topničko-raketne bojne Gardijske mehanizirane brigade s bitnicom samovoznih višecijevnih lansera raketa Vulkan, stožerno osoblje koje radi u sastavu zapovjedništva BGP-a, kao i tim Vojne policije te nacionalni element potpore s pripadajućim naoružanjem, opremom i vozilima.
U studenom 2017. godine 1. hrvatski kontingent ojačane prednje prisutnosti NATO-a otišao je u Litvu, gdje su sudjelovali u toj NATO-ovoj aktivnosti u sklopu Borbene skupine pod vodstvom Njemačke (1. HRVCON-a eFPBG–DEU). 181 pripadnik Oružanih snaga RH upućen je na rok od sedam mjeseci, a glavninu snaga činili su pripadnici mehanizirane satnije iz sastava 1. mehanizirane bojne "Tigrovi" Gardijske mehanizirane brigade. Temeljna zadaća i misija hrvatskog kontingenta bila je integracija u multinacionalnu borbenu grupu pod vodstvom SR Njemačke, kao i provedba obuke u tom u sastavu u kojem su, uz pripadnike OSRH-a, i pripadnici oružanih snaga Kraljevine Nizozemske, Kraljevine Norveške, Kraljevine Belgije, Velikog Vojvodstva Luksemburg, Francuske Republike i zemlje domaćina Republike Litve.
U okviru daljnjeg jačanja savezničkog položaja odvraćanja i obrane te uzimajući u obzir pogoršanje sigurnosne situacije u istočnoj Europi nakon ruske agresije na Ukrajinu, NATO je u veljači 2022. pokrenuo pojačanu aktivnost opreza, što je dovelo do uspostave borbenih skupina u Mađarskoj, Slovačkoj, Rumunjskoj i Republici Bugarskoj. Sukladno Odluci Hrvatskog sabora iz ožujka 2022. godine. Republika Hrvatska sudjeluje u ovoj borbenoj skupini od srpnja 2022. godine, kada je prvi hrvatski kontingent poslan u Mađarsku.
Na summitu u Varšavi u srpnju 2016., NATO je najavio transformaciju misije Active Endeavour na Sredozemnom moru u širu operaciju sigurnosti na moru. Nova je operacija dobila ime Sea Guardian. U operaciji potpore miru Sea Guardian u Sredozemlju u rujnu 2018. sudjelovao je brod Hrvatske ratne mornarice RTOP-41 Vukovar. Zapovjednik broda bio je poručnik bojnog Ante Uljević, a zapovjednik 1. HRVCON-a kapetan korvete Nikola Bašić. Bio je to prvi put da brod Hrvatske ratne mornarice sudjeluje u NATO-voj operaciji Sea Guardian, gdje je provodio neborbene zadaće s težištem na stvaranju cjelovite pomorske situacijske slike, a u cilju odvraćanja mogućih ugroza i osiguranja zajedničke sigurnosti na moru.
Pripadnici Oružanih snaga Republike Hrvatske sudjeluju u operaciji UNIFIL (United Nations Interim Force in Lebanon) od srpnja 2007. godine na dužnostima stožernih časnika, a od 2013. na dužnosti časnika za vezu. U ožujku 2023. godine, časnika Oružanih snaga Republike Hrvatske zapovjednik UNIFIL-a pohvalio je za pomoć u evakuaciji ozlijeđenih vojnika Izraelskih obrambenih snaga zbog aktiviranja minske eksplozivne naprave tijekom ožujka 2023. godine.
| Trenutna misija                                                             | Organizacija        | Mjesto            | Broj pripadnika (2023.) |
| --------------------------------------------------------------------------- | ------------------- | ----------------- | ----------------------- |
| NATO-ova ojačana prednja prisutnost – Borbena skupina Poljska               | NATO                | Poljska           | 161                     |
| NATO-ova ojačana prednja prisutnost – Borbena skupina Litva                 | NATO                | Litva             | 195                     |
| NATO-ova aktivnost ojačane budnosti – Borbena skupina Mađarska              | NATO                | Mađarska          | 205                     |
| Kosovske snage – KFOR                                                       | NATO                | Kosovo            | 520                     |
| Misija NATO-a u Iraku                                                       | NATO                | Irak              | 26                      |
| Operacija Sea Guardian                                                      | NATO                | Sredozemno more   | 66                      |
| Pomorske snage Europske unije u Somaliji – operacija Atalanta               | Europska unija      | Somalija          | 4                       |
| Pomorske snage Europske unije na Mediteranu – operacija Irini               | Europska unija      | Sredozemno more   | 5                       |
| Skupina vojnih promatrača Ujedinjenih naroda u Indiji i Pakistanu – UNMOGIP | Ujedinjeni narodi   | Indija i Pakistan | 20                      |
| Misija Ujedinjenih naroda za referendum u Zapadnoj Sahari – MINURSO         | Ujedinjeni narodi   | Zapadna Sahara    | 12                      |
| Misija Ujedinjenih naroda potpore miru u Libanonu – UNIFIL                  | Ujedinjeni narodi   | Libanon           | 2                       |
| Operacija Inherent Resolve                                                  | Oružane snage SAD-a | Kuvajt            | 3                       |

| Bivša misija                                                     | Organizacija      | Lokacija                             |
| ---------------------------------------------------------------- | ----------------- | ------------------------------------ |
| Operacija Active Endeavour                                       | NATO              | Sredozemno more                      |
| Međunarodne snage za potporu sigurnosti – ISAF                   | NATO              | Afganistan                           |
| Misija odlučne podrške – RS                                      | NATO              | Afganistan                           |
| Misija Europske unije u Čadu – EUFOR Tchad/RCA                   | Europska unija    | Čad                                  |
| Pomorske snage Europske unije na Mediteranu – operacija Sophia   | Europska unija    | Sredozemno more                      |
| Operacija Triton                                                 | Europska unija    | Sredozemno more                      |
| Promatračke snage Ujedinjenih naroda za povlačenje – UNDOF       | Ujedinjeni narodi | Golanska visoravan – Sirija i Izrael |
| Misija Ujedinjenih naroda u Etiopiji i Eritreji – UNMEE          | Ujedinjeni narodi | Etiopija i Eritreja                  |
| Misija Ujedinjenih naroda u Liberiji – UNMIL                     | Ujedinjeni narodi | Liberija                             |
| Misija Ujedinjenih naroda u Sijera Leoneu – UNAMSIL              | Ujedinjeni narodi | Sijera Leone                         |
| Misija Ujedinjenih naroda za potporu u Istočnom Timoru – UNMISET | Ujedinjeni narodi | Istočni Timor                        |
| Promatračka misija Ujedinjenih naroda u Gruziji – UNOMIG         | Ujedinjeni narodi | Gruzija                              |
| Operacija Ujedinjenih naroda u Obali Bjelokosti – UNOCI          | Ujedinjeni narodi | Obala Bjelokosti                     |
| Mirovne snage Ujedinjenih naroda na Cipru – UNFICYP              | Ujedinjeni narodi | Cipar                                |
| Misija Ujedinjenih naroda za stabilizaciju na Haitiju – MINUSTAH | Ujedinjeni narodi | Haiti                                |